# Красные Ключи (Оренбургская область)
Кра́сные Ключи́ — деревня в Матвеевском районе Оренбургской области. Входит в состав Новожедринского сельсовета.

## История
В 1966 году указом Президиума Верховного Совета РСФСР деревня Пьяновка переименована в Красные Ключи.

## Население
| 2010 |
| ---- |
| 3    |